# Aloe orientalis
Aloe orientalis là một loài thực vật có hoa trong họ Măng tây. Loài này được (H.Perrier) L.E.Newton & G.D.Rowley mô tả khoa học đầu tiên năm 1996.